# فابريس جيجير
فابريس جيجير هو منتج أفلام سويسري، ولد في 7 يناير 1965 في جنيف في سويسرا.

## روابط خارجية
- فابريس جيجير على موقع IMDb (الإنجليزية)
- فابريس جيجير على موقع قاعدة بيانات الفيلم (الإنجليزية)